# Angela Brodtka
Angela Hennig Brodtka (Guben, 15 gennaio 1981) è un'ex ciclista su strada tedesca.
Professionista dal 2000 al 2010, ottenne una ventina di vittorie in carriera.
Nel 2004 ha partecipato alla prova in linea dei Giochi olimpici di Atene, ritirandosi. Si è ritirata dall'attività al termine del 2010.

## Palmarès
- 2000 (Red Bull Frankfurt, due vittorie)

1ª tappa Eko Tour Dookola Polski (Nowa Slupia > Bieliny)
4ª tappa Eko Tour Dookola Polski (Tomaszow Mazowiecki > Tomaszow Mazowiecki)
- 2002 (Red Bull Frankfurt, due vittorie)

2ª tappa Vuelta a Castilla y León (Zamora > Villamayor)
3ª tappa Thüringen Rundfahrt (Greiz > Saalfeld)
- 2003 (Red Bull Frankfurt/RSC Cottbus, due vittorie)

8ª tappa Tour de l'Aude (Montréal d'Aude > Bram)
4ª tappa Holland Tour (Leende > Leende)
- 2004 (Red Bull Frankfurt/Farm Frites - Hartol, quattro vittorie)

Gran Premio Castilla y León
10ª tappa Tour de l'Aude (Limoux > Limoux)
9ª tappa Giro d'Italia (Lesmo > Milano)
2ª tappa Giro della Toscana-Memorial Fanini (Careggine > Altopascio)
- 2005 (Van Bemmelen - AA Drink, due vittorie)

3ª tappa Thüringen Rundfahrt (Greiz > Gera)
Sparkassen Giro Bochum
- 2006 (AA Drink Cycling Team, una vittoria)

1ª tappa Thüringen Rundfahrt (Zeulenroda > Zeulenroda)
- 2007 (Team Getränke Hoffman, due vittorie)

1ª tappa Tour de Feminin-GP Krásná Lípa (Krásná Lípa > Krásná Lípa)
2ª tappa Tour de Feminin-GP Krásná Lípa (Krásná Lípa > Krásná Lípa)
- 2008 (DSB Bank Ladies Cycling-Team, tre vittorie)

3ª tappa Tour de Feminin-GP Krásná Lípa (Rumburk > Rumburk)
Classifica generale Tour de Feminin-GP Krásná Lípa
1ª tappa Thüringen Rundfahrt (Schleusingen > Schleusingen)
- 2009 (DSB Bank - Nederland bloeit, due vittorie)

4ª tappa Tour de l'Ardèche (Saint-Sauveur-de-Montagut > Cruas)
5ª tappa Tour de l'Ardèche (Saint-Marcel-d'Ardèche > Villeneuve-de-Berg)

### Altri successi
- 2002 (Red Bull Frankfurt)

Rund um den Schäferberg - Berlin
Classifica a punti Vuelta a Castilla y León
2ª tappa Tour de Drome
- 2003 (Red Bull Frankfurt/RSC Cottbus)

3ª tappa Tour de Drome
4ª tappa Tour de Drome
5ª tappa Tour de Drome
- 2004 (Red Bull Frankfurt/Farm Frites - Hartol)

Rund um den Schäferberg - Berlin
1ª tappa Ster van Walcheren (Middelburg > Domburg)
1ª tappa, 2ª semitappa Holland Ladies Tour (Kampen, cronosquadre)
- 2006 (AA Drink Cycling Team)

Criterium di Zoetermeer
Rund um die Landeskrone - Görlitz
- 2007 (Team Getränke Hoffman)

Classifica a punti Tour de Feminin-GP Krásná Lípa
Classifica scalatrici Tour de Feminin-GP Krásná Lípa
- 2008 (DSB Bank Ladies Cycling-Team)

Classifica a punti Tour de Feminin-GP Krásná Lípa
Classifica scalatrici Tour de Feminin-GP Krásná Lípa
Betzdorfer City Night
Classifica scalatrici Holland Ladies Tour

## Piazzamenti

### Grandi Giri
- Giro d'Italia

2004: 57ª

### Classiche monumento
- Giro delle Fiandre

2004: 38ª
2008: 18ª
2009: 82ª
2010: 16ª

### Competizioni mondiali
- Campionati del mondo

Zolder 2002 - In linea Elite: ritirata
Varese 2008 - In linea Elite: ritirata
- Giochi olimpici

Atene 2004 - In linea: ritirata

### Competizioni europee
- Campionati europei

Apremont 2001 - In linea Under-23: 2ª
Atene 2003 - In linea Under-23: 4ª